# Ismaël Koudou
Ismaël Koudou (Uagadugú, Alto Volta, 27 de septiembre de 1975) es un exfutbolista de Burkina Faso que jugaba en la posición de delantero.

## Carrera

### Club
| Periodo   | Club                   |
| --------- | ---------------------- |
| 1995-2009 | ASFA Yennenga          |
| 2002–2004 | → WA Tlemcen (cedido)  |
| 2005      | → Khaitan SC (cedido)  |
| 2007–2008 | → Al Jahra SC (cedido) |

### Selección nacional
Jugó para Burkina Faso en 31 ocasiones de 1997 a 2001 y anotó seis goles; participó en dos ediciones de la Copa Africana de Naciones.

## Logros
- Primera División de Burkina Faso (3): 1999, 2002, 2006
- Copa de Burkina Faso (1): 2009
- Supercopa de Burkina Faso (2): 1997, 2002